# Етруський союз
Етруський Союз - етруське державне утворення що, складалося з 12 автономних міст, таких як:
1. Вейї
2. Каїсра
3. Тархна
4. Велзна
5. Вульчі
6. Руселли
7. Клузій
8. Перузія
9. Ватлуна
10. Велатрій
11. Аррецій
12. Куртун

І знаходилось на місці таких сучасних провінцій Італії як: Тоскана, Умбрія, Лаціо.

## Історія
Вважається, що перші союзні утворення були створені в VII ст. до н.е. і досягли максимальної потужності в середині VI ст. до н.е.
Союз був знищенний Римською республікою в 300-х роках до н.е.

## Відносини між містами
Етруські міста були автономними державами, але вони були пов’язані союзом та мали федеральне святилище у "Fanum Voltumnae".
Всі несоюзні міста підчинялась іншим (союзним) містам, наприклад: Фалерія залежала від Вей і так далі. 
Збори союзу відбувалися в храмі богині Вольтумни. На цих зборах вирішувалися спільні справи союзу, проводилися спільні релігійні свята та влаштовували ігри і змагання.

## Галерея

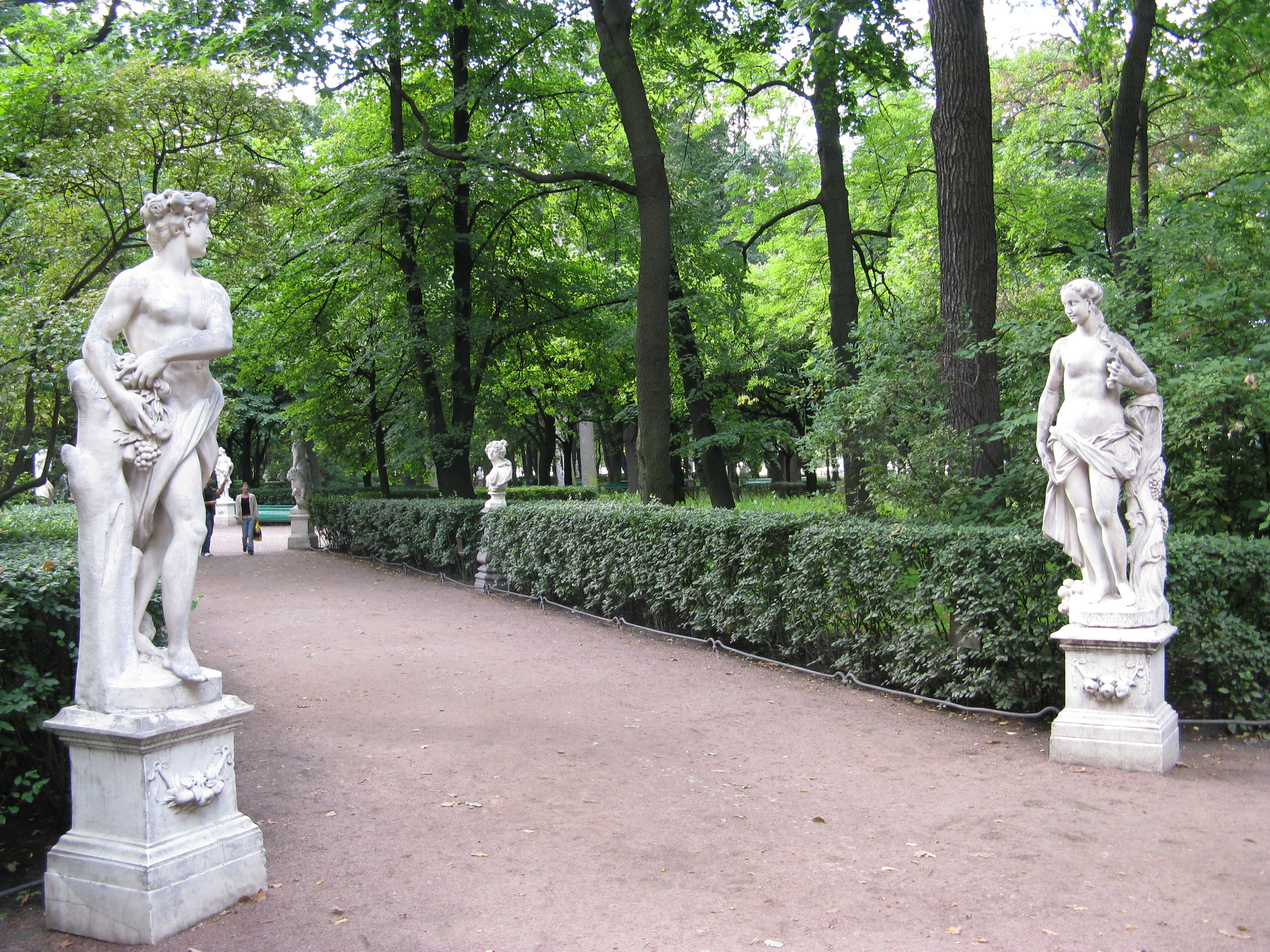
Статуя Богині Вольтумни.

## Дв. Також
- Етруски
- Етрурія
- Італія